# Hvardiiske, Novomoskovsk
Hvardiiske (în ucraineană Гвардійське) este o așezare de tip urban din raionul Novomoskovsk, regiunea Dnipropetrovsk, Ucraina. În afara localității principale, nu cuprinde și alte sate.

## Demografie
Componența lingvistică a așezării de tip urban Hvardiiske
     Ucraineană (52,13%)
     Rusă (43,93%)
     Alte limbi (0,14%)
Conform recensământului din 2001, majoritatea populației așezării de tip urban Hvardiiske era vorbitoare de ucraineană (52,13%), existând în minoritate și vorbitori de rusă (43,93%).